# Ceanothus americanus
Espèce
Ceanothus americanus, le Céanothe d'Amérique, est une espèce de plantes à fleurs dicotylédones de la famille des Rhamnaceae. C'est un arbuste indigène d'Amérique du Nord.

## Taxinomie

### Synonymes
Selon The Plant List (10 avril 2020) :
- Ceanothus americanus var. americanus
- Ceanothus americanus var. glaber Alph. Wood
- Ceanothus americanus intermedius (Pursh) Torr. & A. Gray
- Ceanothus americanus var. pitcheri Torr. & A. Gray
- Ceanothus decumbens Steud.
- Ceanothus dillenianus K. Koch
- Ceanothus ellipticus Raf.
- Ceanothus glomeratus Raf.
- Ceanothus hybridus K. Koch
- Ceanothus intermedius Pursh
- Ceanothus latifolius Raf.
- Ceanothus levigatus Raf.
- Ceanothus macrocarpus Steud. [Invalid]
- Ceanothus macrophyllus Desf.
- Ceanothus macrophyllus Dippel
- Ceanothus milleri Tausch
- Ceanothus multiflorus Dippel
- Ceanothus officinalis Raf.
- Ceanothus ovalifolius Wender.
- Ceanothus perennis Pursh
- Ceanothus pitcheri Pickering ex Torr. & A. Gray
- Ceanothus procumbens K. Koch
- Ceanothus reclinatus Bosc ex Steud. [Invalid]
- Ceanothus sanguineus Nutt.
- Ceanothus tardiflorus Hornem.
- Ceanothus trinervus Moench
- Ceanothus virgatus Raf.

## Description

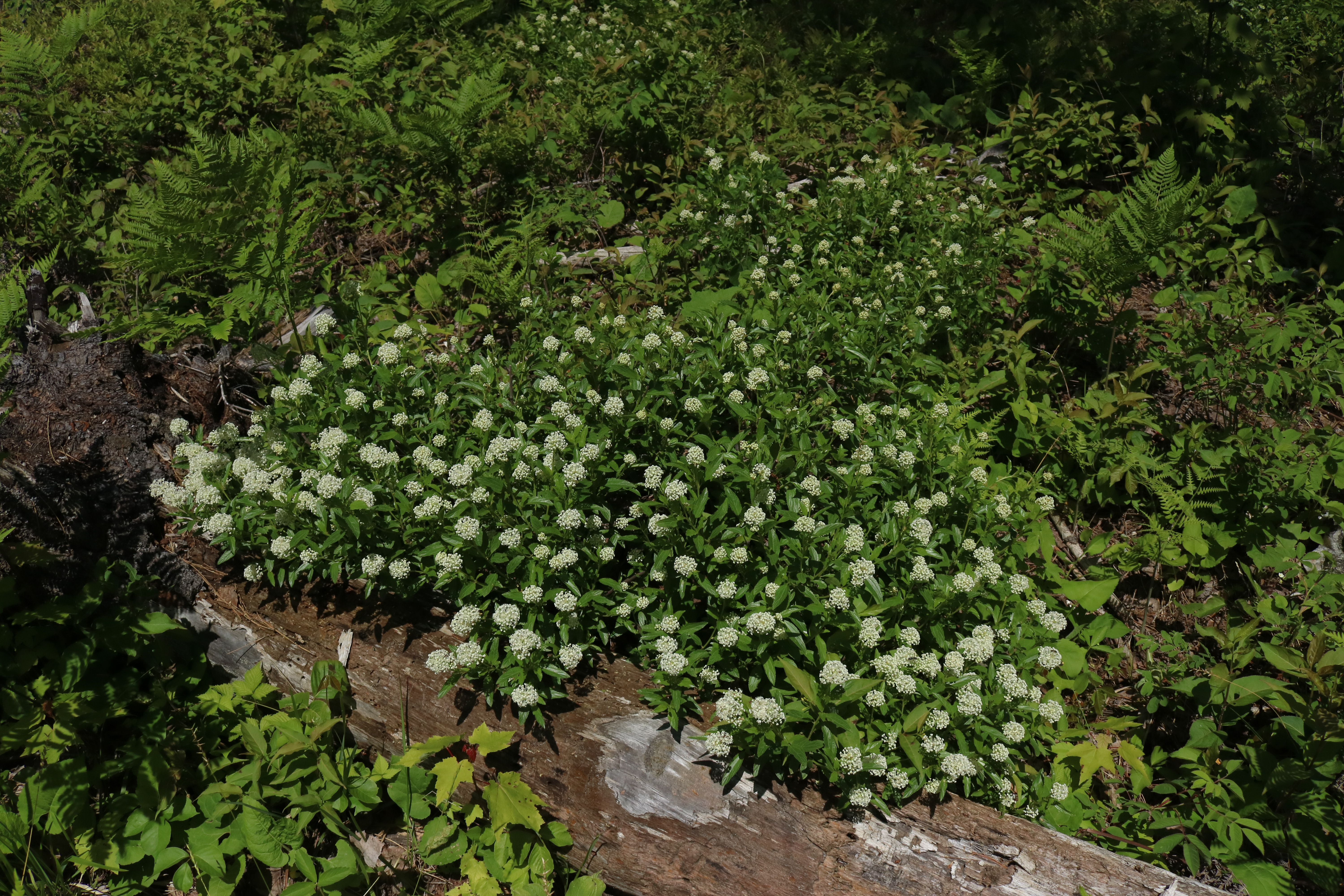
C. americanus dont la floraison est imminente.

Le Céanothe d'Amérique est un arbuste au tiges ramifiées qui atteint 50 à 100 cm de hauteur. Ses feuilles ovées sont alternes. Les fleurs blanches forment des panicules. Les fruits sont des capsules déhiscentes. 

## Écologie

### Habitat et répartition
Le Céanothe d'Amérique croit dans les milieux secs et ouverts comme les alvars, les berges et les clairières.
Son aire de répartition inclut le sud du Québec et de l'Ontario, ainsi que les états américains suivants: Alabama, Arkansas, Connecticut, Delaware, Floride, Géorgie, Illinois Indiana, Iowa, Kansas, Louisiane, Maine, Maryland, Massachusetts, Michigan, Minnesota, Mississippi, Missouri, Nebraska, New Hampshire, New Jersey, New York, Caroline du sud et du nord, Ohio, Oklahoma, Pennsylvanie, Rhode Island, Texas, Vermont, Virginie-Occidentale; Wisconsin et Virginie.

### Espèces associées
Le Céanothe d'Amérique est la plante hôte de différentes espèces de papillons. La chenille de l'Hespérie tachetée (Erynnis martialis), ainsi que celles d'espèces du genre Celastrina, par exemple C. neglecta, se nourrissent de ses feuilles.

## Statut de conservation
Le Céanothe d'Amérique est susceptible d'être désigné protégé au Québec, où il est confiné au bassin versant de la vallée de la rivière des Outaouais.